# 辰馬吉左衛門 (13代)

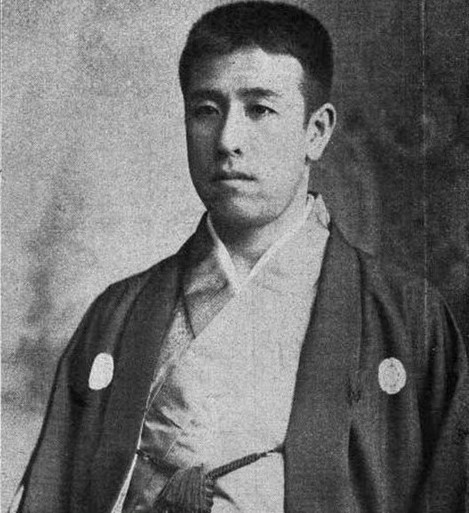
13代辰馬吉左衛門

13代 辰馬 吉左衛門（たつうま / たつま きちざえもん、1868年6月24日（明治元年5月5日）- 1943年（昭和18年）10月10日）は、明治から昭和前期の実業家、政治家。貴族院多額納税者議員。幼名・篤市、篤一。

## 経歴
摂津国西宮（現兵庫県西宮市）の北辰馬家、辰馬悦蔵の長男として生まれる。1883年（明治16年）嗣子のいない辰馬本家当主・11代辰馬吉左衛門の養子となる。一時、東京の北新川、酒問屋・山縣源次郎の養嗣子に転じたが、1896年（明治29年）辰馬本家・12代辰馬たきの養嗣子に復帰し、1897年（明治30年）家督を相続し13代吉左衛門を襲名した。
家業の酒造業を近代化して発展させ、1917年（大正6年）本家酒造とは別に辰馬本家酒造 (株) を設立。1924年（大正13年）酒造業を辰馬本家酒造に一本化した。海運事業では1905年（明治38年）辰馬本家汽船部を設立し、その後、辰馬汽船合資会社、辰馬汽船株式会社と変遷して成長した。また辰馬海上火災として保険業も経営し、1937年（昭和12年）辰馬本家の事業を統括するため、持株会社、辰馬合資会社を設立した。その他、西宮酒造組合評議員、醸造協会名誉会員、神戸海上運送火災保険取締役、日清火災保険取締役なども務めた。
西宮市の上水道、市庁舎、市立図書館（初代）の建設事業に寄付を行った。また、1917年（大正6年）設立の甲陽中学（現甲陽学院中学校・高等学校）の経営を引き継ぎ、1919年（大正8年）財団法人辰馬学院（現学校法人辰馬育英会）を創設した。
政界では西宮町会議員を務めた。1912年（明治45年）補欠選挙で兵庫県多額納税者として貴族院議員に互選され、同年4月10日に就任し、1914年（大正3年）10月6日に辞職するまで1期在任した。

## 親族
- 弟 浅尾豊一（実業家）[6]